# 席德懋
席德懋（1892年—1952年），字建侯，男，江苏吴县人，中国金融家，曾任中央银行发行局局长、理事、业务局局长。

## 家庭
父亲席裕光。女婿宋子良。